# Somatochlora viridiaenea
Somatochlora viridiaenea – gatunek ważki z rodziny szklarkowatych (Corduliidae).